# Fadogia cienkowskii
Fadogia cienkowskii är en måreväxtart som beskrevs av Georg August Schweinfurth. Fadogia cienkowskii ingår i släktet Fadogia och familjen måreväxter.

## Underarter
Arten delas in i följande underarter:
- F. c. cienkowskii
- F. c. lanceolata